# Gușterița, Sibiu

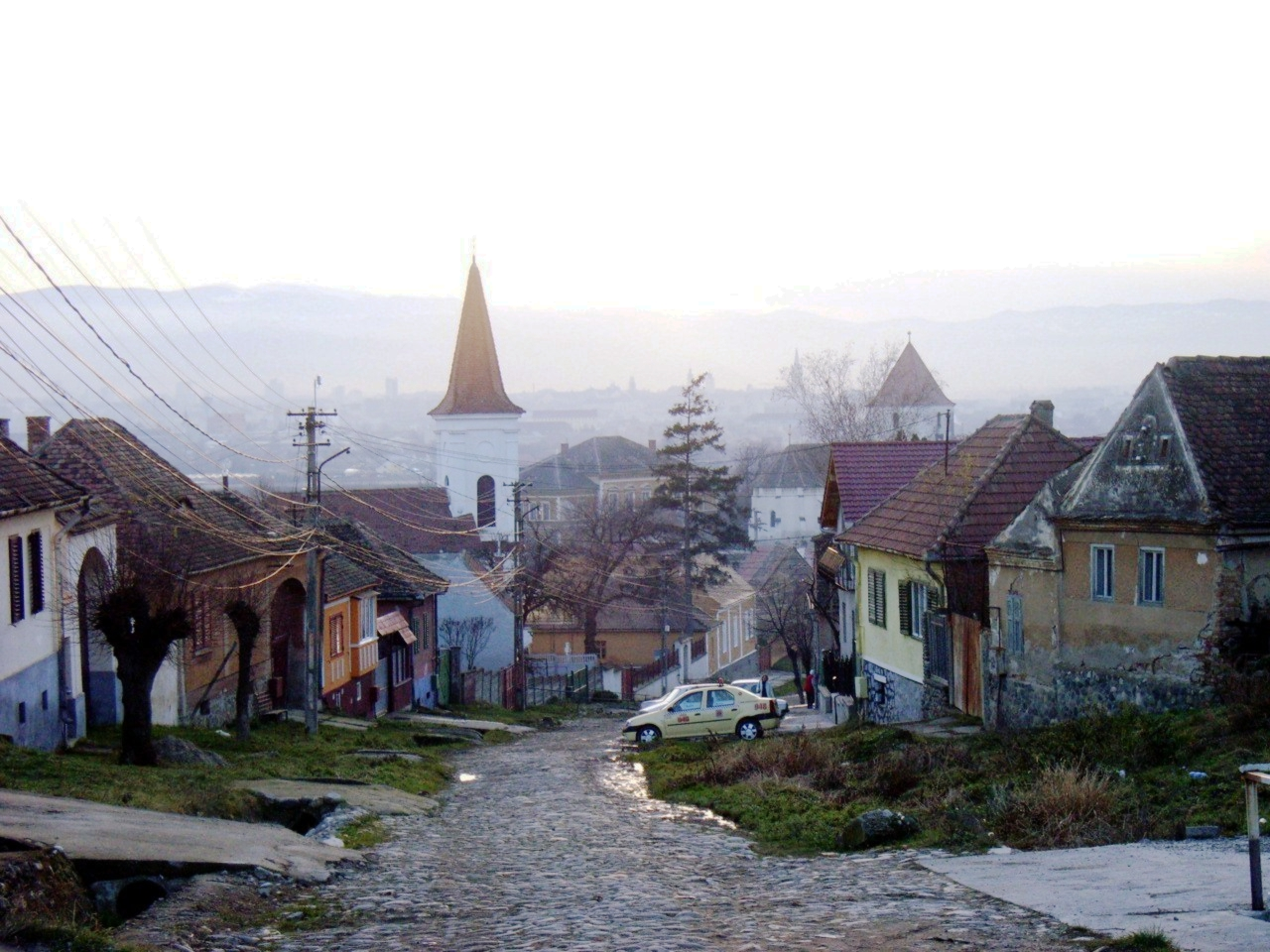
Gușterița (Hammersdorf), cartier din municipiul Sibiu (Hermannstadt)

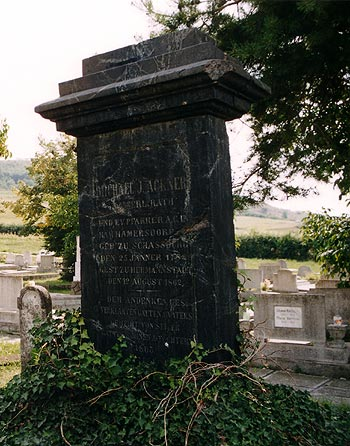
Monumentul Ackner, ralizat de Ioan Costande

Gușterița (în latină Villa Humperti sau Villa Umberti, în dialectul săsesc Hameršterf sau Hamerschderf, în germană Hammersdorf, în trad. „Satul ciocanului”, în maghiară Szenterzsébet, în trad. „Sfânta Elisabeta”) este în prezent un cartier al municipiului Sibiu (cunoscut în limba germană ca Hermannstadt de asemenea).

## Istoric

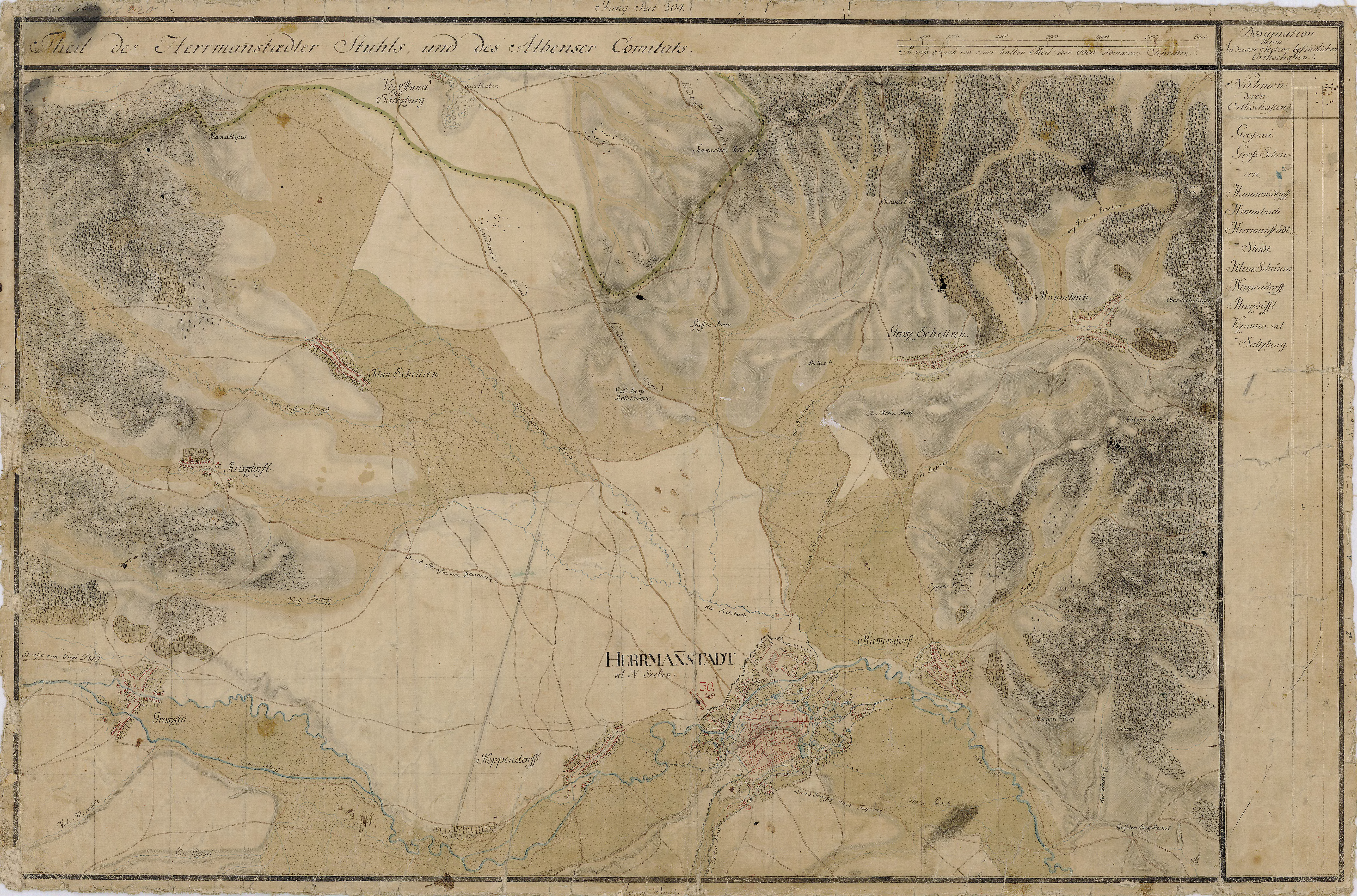
Gușterița în Harta Iosefină a Transilvaniei, 1769-1773

Se presupune că pe teritoriul localității, sau în imediata ei apropiere, s-a aflat Castrul roman Cedonia.
Anul primei atestări scrise: 1309 când într-un document era menționat Johannes plebanus de villa Vmberti, denumirea care mai apare în documente ulterioare și ca Villa Humperti sau Villa Umberti. 1742
Localitatea a fost așezare săsească, încorporată municipiului Sibiu în anii 1940.

## Biserica luterană

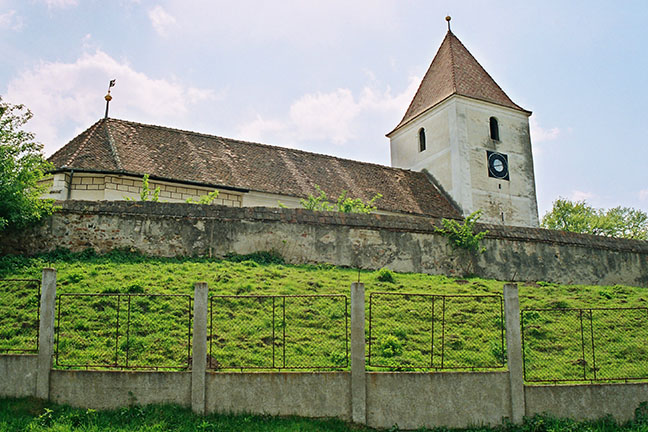
Biserica luterană fortificată

Biserica luterană actuală  a fost inițial o bazilică romanică cu trei nave, construită la începutul secolului al XIII-lea, cu cinci travee, absidiole în dreptul navelor laterale și o absidă mare, precedată de un cor păstrat în dreptul navei principale. Din vecea biserică se mai păstrează stâlpii dintre nave, bolțile navelor laterale, absidiola navei laterale de S, precum și părți ale portalurilor de S și N. Pe baza inscripției păstrate pe un potir, se presupune că biserica ar fi purtat hramul Sf. Andrei. 
La sfârșitul secolului al XV-lea s-au întreprins ample lucrări de transformare a bisericii, ocazie cu care corul a fost reboltit pe nervuri în cruce. Pe exterior s-au construit contraforți și s-au monteat ferestre gotice. Tot atunci s-a montat sedila și nișa sacramentară în cor. Arcul triumfal romanic, aflat între cor și nava centrală, a fost înlocuit cu un arc ogival, iar tavanul romanic al navei a fost înlocuit cu o boltă gotică.
Cu ocazia incursiunilor tătarilor din 1658 și 1661, biserica a fost grav avariată.
Turnul - clopotniță a fost clădit în 1742, între a patra și a cincia travee a navei, ultimele etaje fiind amenajate cu galerii de luptă. Alte galeriile de luptă din lemn, susținute pe bârne în consolă și pe contraforți, au fost ridicate și deasupra corului.
Zidul de incintă, care cuprinde în interiorul lui și o capelă gotică, datează din secolul XVI, dar forma ovală, fără turnuri de apărare, ar putea duce la presupunerea zidirii sale pe fundații vechi, probabil din perioada romanică.

## Demografie
Conform recensământului din 1930 localitatea număra 2.315 locuitori, dintre care 1.089 germani, 1.085 români, 66 maghiari, 58 țigani, 13 cehi și slovaci ș.a. Sub aspect confesional populația era alcătuită din 1.085 evanghelici (luterani), 1.035 ortodocși, 97 greco-catolici, 48 romano-catolici, 43 reformați (calvini) ș.a.

## Proiecte rezidențiale
- Panoramic Gardens, un proiect rezidențial privat finalizat în 2015, situat pe Str. Viilor.
- Green Residence, un proiect rezidențial privat finalizat în 2017.

## Monumente
- Biserica romanică din sec. al XIII-lea
- Casa parohială luterană, cu cabinetul de studiu al savantului Johann Michael Ackner
- Piatra memorială Johann Michael Ackner

## Personalități
Aici a activat ca paroh luteran arheologul și naturalistul sas Johann Michael Ackner (1782-1862).

## Film
În anul 2004 a fost realizată de Eva Stotz o coproducție gemano-română, cu durata de 55 minute, care poartă titlul Atingerea pământului.
În contextul emigrării masive a sașilor transilvăneni în Germania, sate întregi au rămas părăsite, iar configurația etnică a populației Transilvaniei s-a modificat complet în doar câțiva ani. Filmul urmărește viața puținilor sași rămași să locuiască în satul Gușterița / Hammersdorf. 

## Galerie imagini

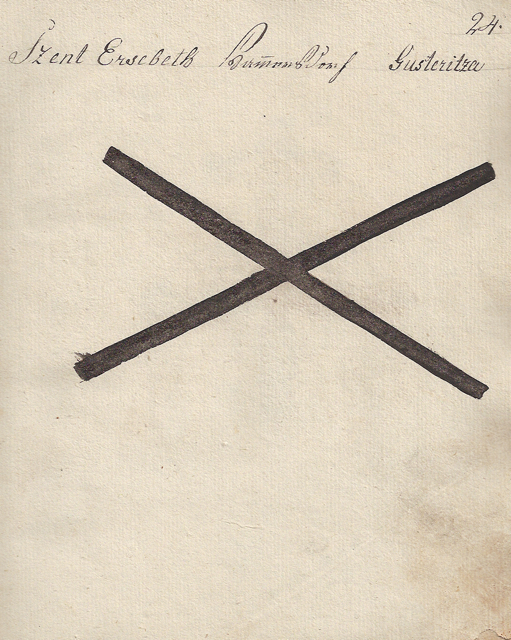
1826 - Danga pentru vitele din Gușteriţa